# 乃木坂46英語
《乃木坂46英語》（日语：／ Nogizaka46 eigo），簡稱乃木英語（のぎえいご），是由TBS所製作的英語會話教育類綜藝節目。於2015年6月28日至2021年1月31日期間由TBS頻道1開始播放。

## 概要
此節目是為了應對襲擊日本的全球化風潮以及即將在2020年迎來的東京奧運，讓乃木坂46成員能使用英語向外國人進行交流進而走向國際化的英語養成型節目。每回一開始會先聆聽日本人耳熟能詳的知名西洋歌曲，讓乃木坂46中對英語不太擅長的四人（川後陽菜、北野日奈子、能條愛未、和田真彩）以及每回不同的嘉賓能夠學到易懂且實用的英語會話。

## 出演者
- 川後陽菜（かわご ひな）：想在海外主持LIVE時用使用英語[1]。用英語講搞笑段子。[8]
- 北野日奈子（きたの ひなこ）：因為在海外買東西常會買錯因而想學好英語[8]。想用英語寫博客。[8]
- 能條愛未（のうじょう あみ）：想嘗試到國外寄宿家庭[2]。想到紐約進行公演。[2]
- 和田真彩（わだ まあや）：曾兩次挑戰中學初級程度的英語檢定5級成功，對自己的英語有著莫名自信的高中二年級生。[5]
- 平田梨奈（ひらだ りな）：日裔美國出身的歸國子女[9]。AKB48的成員。[9]
- 鈴木拓（すずき たく）：以男學生角色登場。[10]
- 安河內哲也（やすこうち てつや）：擔任老師[10]。東進學校（日语：東進ハイスクール）的英語講師。[9]

## 集數列表
| 回 | 播放日         | 學習歌曲                    | 嘉賓                                 | 備註            |
| -- | -------------- | --------------------------- | ------------------------------------ | --------------- |
| 1  | 2015年6月28日  | A Hard Day's Night          | 櫻井玲香                             | [ 10 ]          |
| 2  | 2015年7月19日  | The Sound of Silence        | 堀未央奈                             | [ 11 ]          |
| 3  | 2015年8月30日  | Let It Go                   | 高山一實                             | [ 12 ]          |
| SP | 2015年9月27日  | Beat It                     | 秋元真夏、高山一實、若月佑美         | [ 13 ] [ 注 1 ] |
| 4  | 2015年10月25日 | Take Me Home，Country Roads | 松村沙友理                           | [ 14 ]          |
| 5  | 2015年11月29日 | -                           | 秋元真夏、高山一實、若月佑美         | [ 15 ]          |
| SP | 2015年12月20日 | Last Christmas              | 秋元真夏、生駒里奈、高山一實、星野南 | [ 16 ] [ 注 2 ] |
| 6  | 2016年1月31日  | Last Christmas              | 秋元真夏、生駒里奈、高山一實、星野南 | [ 18 ]          |
| 7  | 2016年2月28日  | Holding out for a Hero      | 中田花奈                             | [ 19 ]          |
| 8  | 2016年3月27日  | Survivor                    | 中元日芽香                           | [ 20 ]          |
| SP | 2016年4月23日  | -                           | 秋元真夏、生田繪梨花、橋本奈奈未     | [ 21 ] [ 注 3 ] |
| 9  | 2016年5月29日  | -                           | 秋元真夏、生田繪梨花、橋本奈奈未     | [ 22 ]          |
| 10 | 2016年6月26日  | -                           | 秋元真夏、生田繪梨花、橋本奈奈未     |                 |
| 11 | 2016年7月31日  | -                           | 衛藤美彩、若月佑美                   |                 |

## 外部連結
- 官方网站 - TBS頻道
- 乃木坂46英語（乃木英語） - TBS服務中心